# Luke Shaw
Luke Paul Hoare Shaw  (Kingston upon Thames, 1995. július 12. –) angol válogatott labdarúgó, a Manchester United hátvédje.

## Fiatalon
Shaw eredetileg a Southampton utánpótlás rendszerében nevelkedett, majd 2012 januárjában debütált a klub felnőtt csapatában. Első profi szerződését ugyanabban az évben májusban írta alá. A következő két szezonban alapembere lett a Southampton csapatának. 2014 júniusában Shaw-t 30 millió fontért szerződtette a Manchester United, ami akkor a tinédzser korúaknál világrekordot jelentő átigazolási összegnek számított.

## A válogatottban

### A felnőtt válogatottban
Shaw 2014 márciusában mutatkozott be az angol felnőtt válogatottban, a Dánia ellen 1–0-ra megnyert barátságos mérkőzésen. Ugyanebben az évben bekerült a világbajnokságra készülő keretbe. Az első nemzetközi gólját a 2020-as Európa-bajnokság döntőjében szerezte. Ez egyben a valaha szerzett leggyorsabb találat volt egy Európa-bajnoki döntőben, valamint az ötödik leggyorsabb gól az Eb-k történetében.
A 2024-es Európa-bajnokságon visszatért egy hosszú sérülésből, a negyeddöntőben lépett először pályára.

## Statisztika

### Klubcsapatokban
2024. február 18-i állapot szerint.
| Csapat            | Szezon           | Bajnokság        | Bajnokság | Bajnokság | Kupa | Kupa  | Ligakupa | Ligakupa | Nemzetközi | Nemzetközi | Egyéb | Egyéb | Összesen | Összesen |
| Csapat            | Szezon           | Osztály          | P.        | Gólok     | P.   | Gólok | P.       | Gólok    | P.         | Gólok      | P.    | Gólok | P.       | Gólok    |
| ----------------- | ---------------- | ---------------- | --------- | --------- | ---- | ----- | -------- | -------- | ---------- | ---------- | ----- | ----- | -------- | -------- |
| Southampton       | 2011–2012        | Championship     | 0         | 0         | 1    | 0     | 0        | 0        | —          | —          | —     | —     | 1        | 0        |
| Southampton       | 2012–2013        | Premier League   | 25        | 0         | 1    | 0     | 2        | 0        | —          | —          | —     | —     | 28       | 0        |
| Southampton       | 2013–2014        | Premier League   | 35        | 0         | 3    | 0     | 0        | 0        | —          | —          | —     | —     | 38       | 0        |
| Southampton       | Összesen         | Összesen         | 60        | 0         | 5    | 0     | 2        | 0        | 0          | 0          | 0     | 0     | 67       | 0        |
| Manchester United | 2014–2015        | Premier League   | 16        | 0         | 4    | 0     | 0        | 0        | —          | —          | —     | —     | 20       | 0        |
| Manchester United | 2015–2016        | Premier League   | 5         | 0         | 0    | 0     | 0        | 0        | 3          | 0          | —     | —     | 8        | 0        |
| Manchester United | 2016–2017        | Premier League   | 11        | 0         | 1    | 0     | 2        | 0        | 4          | 0          | 1     | 0     | 19       | 0        |
| Manchester United | 2017–2018        | Premier League   | 11        | 0         | 4    | 0     | 3        | 0        | 1          | 0          | 0     | 0     | 19       | 0        |
| Manchester United | 2018–2019        | Premier League   | 29        | 1         | 3    | 0     | 0        | 0        | 8          | 0          | —     | —     | 40       | 1        |
| Manchester United | 2019–2020        | Premier League   | 24        | 0         | 3    | 1     | 2        | 0        | 4          | 0          | —     | —     | 33       | 1        |
| Manchester United | 2020–2021        | Premier League   | 32        | 1         | 3    | 0     | 2        | 0        | 10         | 0          | —     | —     | 47       | 1        |
| Manchester United | 2021–2022        | Premier League   | 20        | 0         | 2    | 0     | 0        | 0        | 5          | 0          | —     | —     | 27       | 0        |
| Manchester United | 2022–2023        | Premier League   | 31        | 1         | 4    | 0     | 3        | 0        | 9          | 0          | —     | —     | 47       | 1        |
| Manchester United | 2023–2024        | Premier League   | 12        | 0         | 1    | 0     | 0        | 0        | 2          | 0          | —     | —     | 15       | 0        |
| Manchester United | Összesen         | Összesen         | 191       | 3         | 25   | 1     | 12       | 0        | 46         | 0          | 1     | 0     | 275      | 4        |
| Karrier összesen  | Karrier összesen | Karrier összesen | 251       | 3         | 30   | 1     | 14       | 0        | 46         | 0          | 1     | 0     | 342      | 4        |

1. 1 2 3 4  Pályára lépések az UEFA-bajnokok ligájában
2. 1 2 3  Pályára lépések az Európa-ligában
3. ↑  Pályára lépések az angol szuperkupában
4. ↑  Négy pályára lépés az UEFA-bajnokok ligájában, hat az Európa-ligában

### A válogatottban
| Válogatott | Év       | Pályára lépések | Gólok |
| ---------- | -------- | --------------- | ----- |
| Anglia     | 2014     | 4               | 0     |
| Anglia     | 2015     | 2               | 0     |
| Anglia     | 2017     | 1               | 0     |
| Anglia     | 2018     | 1               | 0     |
| Anglia     | 2021     | 11              | 1     |
| Anglia     | 2022     | 9               | 2     |
| Anglia     | 2023     | 3               | 0     |
| Anglia     | 2024     | 1               | 0     |
| Összesen   | Összesen | 32              | 3     |

#### Gólok a válogatottban
| # | Dátum                | Helyszín                        | Vál. | Ellenfél    | Eredmény | Végeredmény          | Kiírás                            | For.  |
| - | -------------------- | ------------------------------- | ---- | ----------- | -------- | -------------------- | --------------------------------- | ----- |
| 1 | 2021. július 11.     | Wembley Stadion, London, Anglia | 16   | Olaszország | 1–0      | 1–1 (h.u.), (t. 2–3) | 2020-as Európa-bajnokság-döntő    | [ 3 ] |
| 2 | 2022. március 26.    | Wembley Stadion, London, Anglia | 20   | Svájc       | 1–1      | 2–1                  | Barátságos                        | [ 4 ] |
| 3 | 2022. szeptember 26. | Wembley Stadion, London, Anglia | 23   | Németország | 1–2      | 3–3                  | 2022–2023-as UEFA Nemzetek Ligája | [ 5 ] |

## Sikerei, díjai
Manchester United
- Community Shield (1): 2016
- Európa-liga: 2016–2017[6]
- Angol ligakupa: 2022–2023
- Angol kupagyőztes: 2015–2016, 2023–2024

Egyéni elismerés
- Az év csapatának tagja a Premier League-ben: 2013–14
- Sir Matt Busby-díj: 2018–19

## Fordítás
Ez a szócikk részben vagy egészben  a   Luke Shaw című angol Wikipédia-szócikk fordításán alapul.  Az eredeti cikk szerkesztőit annak laptörténete sorolja fel. Ez a jelzés csupán a megfogalmazás eredetét és a szerzői jogokat jelzi, nem szolgál a cikkben szereplő információk forrásmegjelöléseként.